# 孤立主义
孤立主义（英語：Isolationism），又可翻譯為獨立主義、獨世主義，是一种封閉本國外交、經濟、文化、交通和國防的外交政策，致力於將本國和外國隔絕開來，不同程度的禁止國內外人士擁有自由溝通的權力。它通常在军事和经济上表現的較為明顯，會直接影響到所在國人民的生活，尤其是精神思想方面。在防务上，孤立主义采取不干涉原则，即除自卫战争外不主动卷入任何外部军事冲突；在经济與文化上，通过立法最大程度限制与国外的贸易和文化交流。
中國明清兩朝的海禁、日本的锁国和朝鮮的經濟封閉就是典型的孤立主义案例。

## 简介
作为一种外交政策，孤立主义一直饱受争议。一个国家是否采取此种政策对该国各方面的发展以及人民生活都会产生巨大影响。
今天所有的西方发达国家都依赖於全球经济。尽管也有人指出如果独立于这个经济模式之外可能会有一些潜在的好处，但典型的反例就是工业时代以前的传统農業经济模式。国家或地区之间能够互通在一般情况下总是利大于弊的，經濟與文化的交流促進社會的發展。大部分學者认为，孤立主义对贸易的封锁将导致人民生活更加贫困（朝鲜）。
不过在另一方面，军事上的不干涉政策总体上是有益的。它既节约了军费，又降低了（主动发起的）战争风险。

## 一些曾经采取孤立主义的国家

### 自我孤立

#### 日本
1633年起，江戶幕府开始颁布锁国令，禁止与西方国家的贸易，只有中国、朝鮮和荷兰除外。
直到1854年被迫開放國門、1868年江戶幕府被推翻後徹底废止为止，日本历经了200余年的孤立状态。这项政策一方面免于日本受到外部世界的影响，另一方面也造成了日本的落后。最终，經過美國海軍將領培里強迫日本開國之後，明治维新使日本彻底摆脱了这项国策，并通过全速从西方引进先进技术与文化实现了日本的近现代化。
然而经过更为深入的研究，近代日本学者普遍认为江户幕府所实行的对外政策并非实质上的「锁国令」。

#### 朝鮮半島

##### 朝鮮國
朝鲜王朝在17世紀被清軍打败后自我封闭，到19世纪后被迫重新开国。

##### 朝鮮民主主義人民共和國
朝鲜民主主义人民共和国自1948年建国及朝鮮戰爭以来至今，一直奉行近代至今世界上最严格的锁国政策，北韓政府对該国国民的各種行动採取極端严格限制，基本上除了脫北者和被北韓政府委派到外國工作人士外，所有北韓人一生人之中几乎没有机会离开北韓，北韓人甚至在國內旅行自由也是不被允許的，因為北韓人要從其居住地的道去首都平壤必須得到通行証才可搭乘火車或巴士到平壤旅行/工作/探親等。而对於外国人进入北韓，则必須參加旅行團並會安排至少兩名導遊甚至軍人严格监视行动，并给予许多旅遊限制。在通讯上，北韓人的手机及网路的通讯被禁止或严格管制，网路是不与全球互联网联系的，而自己建立了「光明網」，北韓是全球唯一一個互聯網黑洞。北韓的锁国政策为了是控制其本国国民的思想与交流，近年北韓政府管制國民接觸外國娛樂資訊亦愈趨嚴格，例如北韓政府嚴禁國民觀看南韓和美國劇集甚至到了2024年夏季金正恩更下令禁止部分中國大陆和香港的電視劇、電影和娛樂節目在北韓播放，違法者極可能會勞改和處決。
北韓實施鎖國政策，貿易對象僅限於中華人民共和國、蘇聯與部分東歐前社會主義國家（捷克斯洛伐克、波蘭、匈牙利、東德等），北韓得以藉由前蘇聯控制下的經貿同盟「經濟互助委員會」所提供的低價之「優惠價格」與北韓之邦交國進行貿易。後來因為蘇聯解體、東歐劇變造成經濟互助委員會解散，北韓也因此债台高筑，甚至也得用「以物易物」的方式償還與朝鲜貿易的債權國之間的債務。鄰近的中华人民共和国與韩国雖然有伸出援手以經濟和人道援助的方式幫朝鲜解決民生與外債問題，但朝鲜至今仍處於入不敷出的情況。另外，在北韓「先軍政治」的基本國策中，任何資源的配給都優先給予朝鮮人民軍，而民眾被分到的剩餘資源與糧食十分稀少，故朝鲜坊間經常上演野有餓莩和饑荒的慘況。
1991年蘇聯解體，北韓失去國際間軍事及經濟援助；由於朝核問題逐漸浮上檯面，聯合國實施了針對北韓的經濟制裁。1990年代後半葉，北韓開放了少數觀光客的定點觀光，而觀光客的活動範圍僅限於這些指定地區和城市，分別有首都平壤、長白山附近的三池淵、古城开城、南北韓非軍事區板门店、中朝最主要過境點新义州、罗先、海州市、沙里院市、南浦特別市、平城市、元山市、咸興市、清津市、會寧市、妙香山、七寶山、金剛山地區，同時北韓方面對外商開放少數地點（如羅津、新義州）給外資企業進行少量投資，外资主要来自中华人民共和国、俄羅斯、南韓等国。韩国已故總統金大中和前任總統文在寅曾對北韓實施了「陽光政策」，並進行一連串的會談與經貿合作，但無法阻止北韓持續發展核武且無法驅使北韓進行对外開放。

#### 中國

##### 明朝及清朝
中國曾實行孤立主義長達四百多年。明朝在明成祖至明宣宗的鄭和下西洋（1405－1433）後，實施海禁，並在北方修建明長城，是明朝鎖國的象徵。到隆庆年间出于财政压力和打击海上倭寇问题等原因，明廷进行小范围解除海禁，于隆庆元年（1567年）开放月港一处港口进行贸易。
清朝则于顺治十二年（1655年）为防范明郑势力，正式下令海禁。顺治十八年（1661年）更是下令要求江浙粤等省居民内迁三十到五十里。康熙十七年（1678年），朝廷再次下令内迁。康熙二十二年（1683年），清廷攻下台湾，次年解除海禁，允许民众出海贸易，并指定广州、漳州、宁波、云台山四个口岸为通商口岸。康熙五十六年（1717年）开启南洋海禁，封禁与南洋往来贸易。雍正元年（1723年）因与罗马教廷间有关中国礼仪之争的白热化，雍正帝禁止天主教，不許外國傳教士進入中國國內传教，並限制貿易。雍正五年（1727年），清廷解除南洋海禁，但严令出洋贸易民众必须三年内回国。到1757年（乾隆二十二年），乾隆帝一道圣旨从京城传到沿海各省，下令除广州一地外，停止厦门、宁波等港口的对西洋贸易，这就是所谓的“一口通商”政策。
明朝海禁主要是因为海盗侵袭以及防范张士诚、方国珍等势力反扑。而清朝海禁原因主要有两条，一是因为自给自足的小农经济对外来商品需求量小，二是害怕人民与外界接触后推翻清廷的统治。
儘管明朝在明末失去了對海上貿易的控制，但海上走私貿易仍持續發展，鄭氏集團的規模為此提供了充分證明，更有大量贫苦民众加入走私集团。清代康熙開海後，海上貿易量仍然保持著持續增長，康熙開海後的清代對海上貿易的監管較前代有效得多，相對於未進入官方視野的“走私貿易”，“合法貿易”的比例有所提高，這一時期海上貿易數量亦有持續增長的趨勢，無論進出口商船和噸位數量，主要商品數量和種類，主要貿易對像國的貿易量，白銀流入量，進出口總值以及海關稅收，都體現了海上貿易的增長。
中国历史研究院旗下的《历史研究》则将海禁定义为“维护国家安全、防范西方殖民侵略”的“自主限关”政策，而非一般认为的“闭关锁国”。
乾隆年間英國使臣馬戛爾尼曾經向清朝提出六項要求，當中包括：
1. 將貿易擴展到舟山、寧波和天津；
2. 依照俄羅斯人之先例，允許英商在北京設立貨棧，以銷售貨物；
3. 在舟山附近指定一座小島供英商居住、存貨和停泊船隻；
4. 在廣州附近指定一小塊地供英商居住，並允許其自由來往廣州和澳門；
5. 取消或降低廣州與澳門之間的關稅；
6. 明確訂定並公開英商應繳的稅額，不另加徵收[9]。

乾隆帝隨之覆書批駁英國使臣的要求，并表示「天朝物产丰盈，无所不有，原不藉外夷货物以通有无」。到了嘉庆十四年（1809年），清廷出台《民夷交易章程》，而道光十一年（1831年）则下达了《防范夷人章程》和《八条章程》等等。进行广州的外贸进行进一步限制，并严令外商到指定地点居住，不允许私下接触民众。到1842年鸦片战争结束并签订《南京条约》之后，清廷海禁正式结束。

##### 中华人民共和国（1949年－1978年）
1949年中华人民共和国建国后，对外交流多与社会主义国家交流，极少与非社会主义国家交流，且其交流多出于官方形式而非民间。1960年代中苏交恶及文化大革命以后，锁国政策达到高峰，與周邊國家的外交關係十分惡劣，毛泽东以及中华人民共和国官方，则认为是西方资本主义国家主动孤立和封锁中国。
1970年代，随著中華人民共和國政府取代中華民國政府在聯合國的中国席位及代表權，並與美國等一系列的西方國家建立外交關係後，其外交政策逐渐改变。1978年改革开放後，中华人民共和国逐步抛弃锁国政策，从开放外资合作建设工厂，到外國餐饮企業在華开设分店（如麥當勞、肯德基），以及最终全面开放外國商品進口。時至今日，中国公民可以相对自由地出国旅游，而外国人也可以相对自由的在除西藏自治区以外的中国大陆地区旅游。
在外交上，和平共处五项原则是中华人民共和国自朝鲜战争停火后至今一直奉行的外交国策，这些政策在广义上亦属于孤立主义。朝鲜战争后，除小规模边境冲突外，中国仅参与过一次大规模的对外干涉战争，即在越南战争期间秘密派遣志愿军援助北越对抗美军为首的联合国军。

#### 不丹
1999年之前，不丹禁止電視和互聯網以保護其文化、環境、身份等。最後，吉格梅·辛格·旺楚克解除了對電視和互聯網的禁令，宣佈將政權移交給其兒子吉格梅·凱薩爾·納姆耶爾·旺楚克後，不丹正在轉變為民主。

#### 緬甸
緬甸於二戰結束後正式獨立，而緬甸軍政府長期實施軍事化統治。雖然軍政府曾在1990年實施國會大選，但軍政府當局否認對其不利的選舉結果，並長期軟禁翁山蘇姬，因而遭到西方列強與東南亞國協疏離，不過緬甸與中华人民共和国的關係仍十分良好，中國亦被认为是緬甸軍政府最大的後盾。
後來緬甸軍政府領導人兼獨裁者丹瑞於2011年將權力移交給同為軍方背景的文人政府總統登盛，為了參與東協事務，緬甸开放外交政策，當局發布大規模的特赦令，並逐步抛弃锁国政策，減少反西方宣傳與傳媒暨網路管制。及後2015年緬甸民主領袖翁山蘇姬贏得上、下議院大部分選票，成功走入政府領導國家。昂山素姫積極發展美國及西方國家關係，並開放旅遊業、新聞自由、言論自由、出境自由，令緬甸南部區域完全脫離鎖國狀態。
但自2021年緬甸政變之後，敏昂萊重新限制了新聞自由、言論自由等，緬甸南部再度回歸鎖國狀態。
各大民族地方武裝都一定程度實行鎖國政策，以此抵抗緬甸政府。

#### 民主柬埔寨
1975年红色高棉执政期间，实行极左的斯大林-毛泽东主义，仅有中华人民共和国、朝鲜民主主义人民共和国、罗马尼亚和南斯拉夫四个“友好国家”，其中对中华人民共和国非常友好，是当时最亲中的国家，也是当时世界上最封闭的国家之一。其与苏联、美国、越南（1977年之后）和老挝交恶。1978年底，柬越战争爆发，红色高棉政权在1979年1月倒台，其执行的锁国政策也随之终止。

#### 阿爾巴尼亞社會主義人民共和國
阿尔巴尼亚劳动党领導人霍查掌权期间，长期奉行极左的斯大林主义路线和強硬的霍查主义路线，當時与西方各國关系极其恶劣，又先后与南斯拉夫、苏联乃至中国交恶，而且當時霍查政府也不允許國民擁有私家車和出國旅遊，导致阿尔巴尼亚成为当时世界上最封闭的国家之一，更有歐洲北韓之稱(目前該稱號已被土库曼斯坦取代)。
1985年4月霍查病逝，他的勞動黨接班人拉米茲·阿利雅上台。虽然阿利雅宣称继续维持霍查的路线，但作出了一些调整：建立与西方国家的关系，改善与中华人民共和国的关系。
1990年，隨著東歐民主化浪潮抵達，阿尔巴尼亚劳动党政府开始崩溃，阿利雅政府开始寻求与美国和苏联正常化，亦因此相隔40多年重新開放國門讓國民出國移民/旅遊。最终阿尔巴尼亚在1991年劳动党政府倒台前夕实现了与美苏的邦交正常化，勞動黨亦於民主化運動後被解散。阿尔巴尼亚此后摆脱了外交孤立和封闭並轉為親西方和美國，推行40多年的嚴厲鎖國政策就此結束。
民主化以後的阿爾巴尼亞政府開始全面開放旅遊業，以及保障自由經濟市場、言論自由、宗教自由等範疇。儘管在1997年曾經發生1997年阿爾巴尼亞內戰，但往後至今阿爾巴尼亞治安和局勢已基本上穩定下來。由於阿爾巴尼亞開放旅遊業之後多了不少國際旅客來訪，加上新政府使原有的阿爾巴尼亞多元文化活動推廣，更被旅遊雜誌孤獨星球選為2011年全球最佳旅遊國家。

#### 苏联（1945年－1991年）
蘇聯採取措施將其與第一世界隔離，包括文化上的隔離。使用所謂的鐵幕，他們試圖保持自己和衛星國的衛星狀態在自己的干預力量，沒有中斷干預或來自其他國家的干預。1985年戈尔巴乔夫上台后，苏联开始逐步抛弃锁国政策。隨著東歐民主化浪潮席捲東歐國家，各國政府紛紛作出民主改革和開放政策或原共產政權被人民推翻（如1989年羅馬尼亞革命）。而蘇聯本身也於1991年正式解體，加上原本由蘇聯加持的蘇聯加盟共和國亦已逐一脫離蘇聯獨立，標示鐵幕的概念已經完全消失。

#### 瑞士
自1515年馬里尼亞諾戰役以來，瑞士一直保持中立的外交關係。瑞士沒有參加任何一次的世界大戰，它在2002年加入聯合國，在加入時只留下梵蒂岡城作為最後得到廣泛承認的非聯合國會員國。瑞士不是歐盟或歐洲經濟區的成員國，瑞士人仍然反對瑞士成為歐盟成員國。但瑞士在2008年加入了申根公约。
2014年2月，瑞士全民投票，限制移民和重新引入來自歐盟的外國人的配額。

#### 英国
光榮孤立是19世紀晚期英國追求的外交政策，由本傑明·迪斯雷利與羅伯特·蓋斯科因-塞西爾（索爾茲伯里侯爵）擔當首相時所主導。此名詞其實是由某一位訪問英國的加拿大國會議員所提出，讚揚英國積極不干預歐洲大陸事務。
在各個時代，英國外交政策的基本目標就是保持歐洲大陸均勢，不容任何力量破壞這和諧局面。
而第二個目標就是保護英國在海外的殖民地與自治領，皆因自由貿易對帝國發展極為重要。通過殖民地的海路，尤其是連接英國與印度的蘇伊士運河，也不可缺少。
光榮孤立之策，可見於英國拒絕加入永久性聯盟或是與其他強國定下盟約之舉。在另一方面，她又重視自己在海外的殖民地保護國與附屬地。同時，在沒有英政府的直接管理之下，殖民者借成立勢力範圍與附屬國而建立了非正式帝國。其實，殖民地並不一定是國家主動建立的，而這情況在其他帝國中也有出現。
德國統一後，俾斯麥借用同盟制度牽制法國，防止後者報仇。他先後成立了三帝同盟、德奧同盟與在1882年與奧地利和意大利締結的三國同盟。
德國在工業與軍事上迅速崛起，令英國憂心。在德國海軍上將阿爾弗雷德·馮·提爾皮茨倡導下，德國大力擴張海軍，更令英政府大感頭疼。甲午戰爭後，中國被迫割讓遼東半島。但三國干涉，迫使日本把遼東還給中國。事件中，德國與法國和俄國共同干預中日關係，英國卻對此事無能為力，令英國輿論質疑光榮孤立是否仍應繼續。而在東方，日本也因此事有感委屈，認為只有與一歐洲強國結盟，才能確立她作為世界強國的地位。
最後，兩國終於在1902年結成英日同盟，正式結束英國的光榮孤立。英國與歐陸國家關係正常化，此可見於1904年的英法摯誠協定與1907年的英俄同盟。結果，1907年後，三國協約與三國同盟鼎足而立，大大增加戰爭爆發的機會，是一戰最後發生的重要因素。
其實，索爾茲伯里從未用光榮孤立去形容他的外交政策，甚至曾經反對使用這種詞彙。這是因為英國當時仍然與歐陸國家有經貿往來，雙方關係千絲萬縷，所以英國從未自甘孤立。索氏也認為，如果英國冒險切斷與歐洲事務的聯繫，將會十分危險，故此孤立絕對不光榮。
2016年6月23日英國舉行脫歐公投，結果顯示52%選民支持脫離歐盟，很多人都形容英國決定脫離歐盟的舉動是「光榮孤立」的復辟。

#### 美国
美国孤立主义外交政策形成于建国初期，并成为很长一段时间内美国力主推行的对外政策，所奉行的是由国父华盛顿所确立的孤立主义原则。他说：“在扩大我们的贸易关系时，美国应该尽量少同外国发生政治上的牵连。”
十九世纪初，美国出现“门罗主义”，美國將會以戰爭阻止欧洲列强干预拉丁美洲，同時對欧洲列强之間的戰爭保持中立，也是孤立主义的一种表现，但也為美國至此介入拉丁美洲國家的內政。
第一次世界大战初期，美国保持中立，同时向交战双方出售武器，1917年参加协约国阵营，由于欧洲在一战中遭受了巨大伤亡，美国政府在1920年代开始重新奉行孤立主义，决心不再参与任何在欧洲发生的军事冲突。当时的孤立主义导致严格的关税制度，这被认为是后来大萧条的一个重要原因。
1930年代美国国会通过了《中立法案》，第二次世界大战爆发后，美国逐渐倾向于同盟國，并在1941年日本偷袭珍珠港后完全放弃了这项国策。戰後，美國扮演著世界警察的角色，外交上奉行干涉主義政策，並對非民主國家以各種手段輸出民主主義，俗稱「民主外送」。
在唐纳德·特朗普担任美国总统期间，其奉行的“美国优先”为主旨的特朗普主义被外界视为孤立主义的新演变。

### 被他國孤立

#### 古巴
1959年菲德爾·卡斯楚推翻了親美的巴蒂斯塔政權後，建立了既不从属于原宗主国西班牙，也不听命于美国的独立政權，1961年美国中央情报局派出1500名雇佣兵入侵猪湾，企图推翻卡斯特罗的独立政权，遭到失败。此举造成古巴投向苏联阵营，建立社會主義政权。而美國下令禁止进口古巴的甘蔗，曾對古巴外貿造成衝擊。
1962年古巴導彈危機爆發，卡斯楚默許蘇聯在古巴建立中程彈道飛彈陣地，引起時任美國總統約翰·甘迺迪震怒，並下令派軍團團包圍古巴海域；而運載飛彈原料的蘇聯運輸船隊為了避免核戰爆發，主動掉頭駛離古巴沿海，並在甘迺迪與赫魯晓夫之間的熱線電話中解決了這場即將演變成世界大戰的纷争。
此後由於古巴受到美國的威脅，加上盟友中华人民共和国、苏联鞭長莫及，国际糖价走低等原因（糖业为古巴重要产业），古巴的對外贸易長期低迷；但从1995年改革後，古巴逐步加强与其它国家，尤其是欧洲和拉美国家的联系，旅游觀光業得以重振，逐渐成为古巴第一大产业。外国公司也逐步可在古巴部分领域进行投资。後因卡斯楚病重，改由其弟勞爾·卡斯楚接班，並逐步開放原物料與網路的限制。

#### 南非
早年由荷蘭移民後裔的波耳人（即阿非利卡人）統治南非的時代，南非當局實施了種族隔離政策。此舉涉及種族歧視及打壓人權，因而引起其他國家的強烈不滿，並對南非當局實施經濟制裁與武器禁運。自1964年起，国际奥委会对南非实行禁止参加奥运会的处罚。
1990年，納爾遜·曼德拉獲國家總統弗雷德里克·威廉·德克勒克釋放後，國際社會逐步解除對南非的經濟制裁與武器禁運。1992年，国际奥委会解除对南非的禁赛處罰。1994年，曼德拉當選為南非首位黑人總統，意味著南非種族隔離政策正式終結。隨後，其他國家也恢復了與南非間的往來，並對南非的一連串制裁措施解禁。

#### 以色列
1948年猶太人建立以色列以後，由於驅趕了巴勒斯坦的穆斯林而遭到周圍阿拉伯國家敵視，先後爆發了1967年的六日戰爭、1973年的贖罪日戰爭等大小戰役；後來阿拉伯產油國家為了報復向來偏袒以色列的歐美列強，就聯手發動了石油禁運並爆發石油危機。由於石油危機的影響，除美國以外的國家不得不對以色列實施武器禁運。
1993年，以色列總理拉賓與巴勒斯坦解放組織領袖阿拉法特在美國總統柯林頓的主持下，於大衛營展開和解會晤，暫時緩解了以阿間的緊張情勢；後來以色列又面臨了哈瑪斯、真主黨、復興黨等伊斯蘭恐怖主義敵對勢力的武力威脅。伊朗、敘利亞及沙特阿拉伯亦未消除對以色列的敵對關係，並至今拒絕承認以色列。而以色列在內塔尼亞胡上任後，開始對外進行強硬的外交政策。

#### 伊朗
1979年霍梅尼發動伊朗伊斯蘭革命罷黜親美的巴勒維王朝，並入侵美國駐伊朗大使館挾持人質後，使美國與伊朗斷交，在此同時伊朗轉而跟前蘇聯與中華人民共和國發展了密切的政、經、軍、外交關係；而伊朗的主要宗教是什葉派，跟其他阿拉伯國家所信仰的遜尼派有意識形態的衝突，因而遭到同為伊斯蘭國家的遜尼派國家所排擠，無法在中東立足以確立中東強權的地位；近年來發生了伊朗核問題，造成向來與伊朗立場相左的以色列、伊拉克與沙烏地阿拉伯緊張。

#### 蘇俄（1917年－1922年）、苏联（1922年－1991年）
1917年布爾什維克革命過後，西方國家對蘇聯採取敵視政策。